# Глогинка
Глогинка (болг. Глогинка) — село в Болгарии. Находится в Тырговиштской области, входит в общину Попово. Население составляет 605 человек (2022).

## Политическая ситуация
В местном кметстве Глогинка, в состав которого входит Глогинка, должность кмета (старосты) исполняет Веждет Алиев Мехмедов (коалиция в составе 2 партий: Гражданский союз за новую Болгарию (ГСНБ), Федерация Активного Гражданского Общества (ФАГО)) по результатам выборов.
Кмет (мэр) общины Попово — Людмил Веселинов (коалиция в составе 2 партий: Федерация Активного Гражданского Общества (ФАГО), Гражданский союз за новую Болгарию (ГСНБ)) по результатам выборов.